# Edgar Borges
Edgar « Pompa » Borges Olivera, né le 14 juillet 1969 à Montevideo, est un footballeur professionnel uruguayen.

## Biographie
Ce milieu de terrain participe à la Copa América 1991 avec l'équipe d'Uruguay. 
Il joue 18 matchs en Ligue 1 sous les couleurs du LOSC et 17 matchs en Ligue 2 avec l'AS Beauvais.

## Carrière
- 1986-1990 :  Danubio FC
- 1990-1992 :  Nacional Montevideo
- 1992-1994 :  Lille OSC
- 1994-1995 :  AS Beauvais
- 1995 :  Danubio FC
- 1996 :  Rangers Talca
- 1997 :  CD Antofagasta
- 1997-1999 :  Grenoble Foot 38
- 1999-2001 :  Liverpool FC[1]

## Palmarès
- 8 sélections et 0 but avec l'équipe d'Uruguay entre 1988 et 1991
- Champion d'Uruguay en 1988 avec le Danubio FC et en 1992 avec le Nacional Montevideo